# Воздушные силы Чехии
Воздушные силы Армии Чешской Республики (чеш. Vzdušné síly Armády České republiky) — один из двух компонентов единых Вооружённых сил Чешской Республики.
ВВС Чехии были созданы 1 января 1993 года в результате раздела бывших военно-воздушных сил Чехословакии. В настоящее время продолжается процесс постепенного вывода из эксплуатации авиатехники советского производства и замена её западными образцами.

## Боевой состав и пункты базирования
|                                                                                               |                                                                                               | Обозначение формирования или части                                             |                                                                                  | Вооружение и оснащение                                 | Место расположения             |
| КОМАНДОВАНИЕ ВОЗДУШНЫХ СИЛ (Velitelství vzdušných sil)                                        | КОМАНДОВАНИЕ ВОЗДУШНЫХ СИЛ (Velitelství vzdušných sil)                                        | КОМАНДОВАНИЕ ВОЗДУШНЫХ СИЛ (Velitelství vzdušných sil)                         | КОМАНДОВАНИЕ ВОЗДУШНЫХ СИЛ (Velitelství vzdušných sil)                           | КОМАНДОВАНИЕ ВОЗДУШНЫХ СИЛ (Velitelství vzdušných sil) | Прага                          |
| боевые части (bojové jednotky)                                                                | боевые части (bojové jednotky)                                                                | боевые части (bojové jednotky)                                                 | боевые части (bojové jednotky)                                                   | боевые части (bojové jednotky)                         | боевые части (bojové jednotky) |
|                                                                                               | 21-я «Зволенская» База тактической авиации                                                    | 21-я «Зволенская» База тактической авиации                                     | 21-я «Зволенская» База тактической авиации                                       | 21. základna taktického letectva „Zvolenská“           | Часлав                         |
| --------------------------------------------------------------------------------------------- | --------------------------------------------------------------------------------------------- | ------------------------------------------------------------------------------ | -------------------------------------------------------------------------------- | ------------------------------------------------------ | ------------------------------ |
| Командование и штаб                                                                           | Командование и штаб                                                                           | Velení a štáb                                                                  |                                                                                  | Часлав                                                 |                                |
| 21-е Тактическое крыло                                                                        | 21-е Тактическое крыло                                                                        | 21. taktické křídlo                                                            |                                                                                  | Часлав                                                 |                                |
|                                                                                               | Командование и штаб                                                                           | Velení a štáb                                                                  |                                                                                  | Часлав                                                 |                                |
| 211-я Тактическая эскадрилья                                                                  | 211. taktická letka (211. TL)                                                                 | JAS-39C/D Gripen                                                               |                                                                                  | Часлав                                                 |                                |
| 212-я Тактическая эскадрилья                                                                  | 212. taktická letka (212. TL)                                                                 | L-159A ALCA                                                                    |                                                                                  | Часлав                                                 |                                |
| 213-я Учебная эскадрилья                                                                      | 213. výcviková letka (213. VL)                                                                | L-159T1 ALCA, L-39ZA Albatros                                                  |                                                                                  | Часлав                                                 |                                |
| 214-я Авиатехническая эскадрилья                                                              | 214. letka oprav letecké techniky (214. LOLT)                                                 |                                                                                |                                                                                  | Часлав                                                 |                                |
| 215-я Эскадрилья боевого обеспечения                                                          | 215-я Эскадрилья боевого обеспечения                                                          | 215. letka zabezpečení (215. LZ)                                               |                                                                                  | Часлав                                                 |                                |
| 216-я Эскадрилья материально-технической поддержки                                            | 216-я Эскадрилья материально-технической поддержки                                            | 216. letka logistické podpory (216. LLP)                                       |                                                                                  | Часлав                                                 |                                |
| Военная пожарная часть аэродрома Часлав                                                       | Военная пожарная часть аэродрома Часлав                                                       | Vojenská hasičská jednotka letiště Čáslav                                      |                                                                                  | Часлав                                                 |                                |
| Рота боевого обеспечения активного резерва 21-й БТА (2 взводы охраны, взвод РХБЗ, взвод тылу) | Рота боевого обеспечения активного резерва 21-й БТА (2 взводы охраны, взвод РХБЗ, взвод тылу) | Rota bojového zabezpečení AZ 21.zTL                                            |                                                                                  | Часлав                                                 |                                |
| 22-я «Бискайская» База вертолётной авиации                                                    | 22-я «Бискайская» База вертолётной авиации                                                    | 22-я «Бискайская» База вертолётной авиации                                     | 22. základna vrtulníkového letectva „Biskajská“                                  | Седлец                                                 |                                |
| Командование и штаб                                                                           | Командование и штаб                                                                           | Velení a štáb                                                                  |                                                                                  | Намьешт над Ославоу                                    |                                |
| 22-е Крыло                                                                                    | 22-е Крыло                                                                                    | 22. křídlo                                                                     |                                                                                  | Намьешт над Ославоу                                    |                                |
|                                                                                               | Командование и штаб                                                                           | Velení a štáb                                                                  |                                                                                  | Намьешт над Ославоу                                    |                                |
| 221-я Вертолётная эскадрилья                                                                  | 221. vrtulníková letka (221. VL)                                                              | Ми-24В/35, Ми-171Ш                                                             |                                                                                  | Намьешт над Ославоу                                    |                                |
| 222-я Вертолётная эскадрилья                                                                  | 222. vrtulníková letka (222. VL)                                                              | Ми-171Ш                                                                        |                                                                                  | Намьешт над Ославоу                                    |                                |
| 223-я Авиатехническая эскадрилья                                                              | 223. letka oprav letecké techniky (223. LOLT)                                                 |                                                                                |                                                                                  | Намьешт над Ославоу                                    |                                |
| 224-я Эскадрилья командного обеспечения                                                       | 224-я Эскадрилья командного обеспечения                                                       | 224. letka zabezpečení velení (224. LZV)                                       |                                                                                  | Намьешт над Ославоу                                    |                                |
| 225-я Эскадрилья боевого обеспечения                                                          | 225-я Эскадрилья боевого обеспечения                                                          | 225. letka bojového zabezpečení (225. LBZ)                                     |                                                                                  | Намьешт над Ославоу                                    |                                |
| 226-я Эскадрилья материально-технической поддержки                                            | 226-я Эскадрилья материально-технической поддержки                                            | 226. letka logistické podpory (226.LLP)                                        |                                                                                  | Намьешт над Ославоу                                    |                                |
| Военная пожарная часть аэродрома Намьешт над Ославоу                                          | Военная пожарная часть аэродрома Намьешт над Ославоу                                          | Vojenská hasičská jednotka letiště Náměšť nad Oslavou                          |                                                                                  | Намьешт над Ославоу                                    |                                |
| Рота боевого обеспечения активного резерва 22-й БВА                                           | Рота боевого обеспечения активного резерва 22-й БВА                                           | Rota bojového zabezpečení AZ 22.zVrl                                           |                                                                                  | Намьешт над Ославоу                                    |                                |
| части боевой поддержки (jednotky bojové podpory)                                              |                                                                                               |                                                                                |                                                                                  |                                                        |                                |
|                                                                                               | 24-я База транспортной авиации «Т. Г. Масарик»                                                | 24-я База транспортной авиации «Т. Г. Масарик»                                 | 24-я База транспортной авиации «Т. Г. Масарик»                                   | 24. základna dopravního letectva „T. G. Masaryka“      | Прага-Кбели                    |
| Командование и штаб                                                                           | Командование и штаб                                                                           | Velení a štáb                                                                  |                                                                                  | Прага-Кбели                                            |                                |
| 22-е Крыло                                                                                    | 22-е Крыло                                                                                    | 24. křídlo                                                                     |                                                                                  | Прага-Кбели                                            |                                |
|                                                                                               | Командование и штаб                                                                           | Velení a štáb                                                                  |                                                                                  | Прага-Кбели                                            |                                |
| 241-я Транспортная эскадрилья                                                                 | 241. dopravní letka (241. DL)                                                                 | A319CJ, Challenger 601, Як-40                                                  |                                                                                  | Прага-Кбели                                            |                                |
| 242-я Эскадрилья тактического и специального транспорта                                       | 242. transportní a speciální letka (242. TSL)                                                 | C-295M, L-410UVP-E/FG                                                          |                                                                                  | Прага-Кбели                                            |                                |
| 243-я Вертолётная эскадрилья                                                                  | 243. vrtulníková letka (243. VL)                                                              | Ми-8С / Ми-17, W-3A                                                            |                                                                                  | Прага-Кбели                                            |                                |
| 244-я Авиатехническая эскадрилья                                                              | 244. letka oprav letecké techniky (244. LOLT)                                                 |                                                                                |                                                                                  | Прага-Кбели                                            |                                |
| 245-я Эскадрилья боевого обеспечения и материально-технической поддержки                      | 245-я Эскадрилья боевого обеспечения и материально-технической поддержки                      | 245. letka podpory a bojového zabezpečení (245.LPBZ)                           |                                                                                  | Прага-Кбели                                            |                                |
| 246-я Эскадрилья специального обеспечения воздушного движения                                 | 246-я Эскадрилья специального обеспечения воздушного движения                                 | 246. letka speciálního zabezpečení leteckého provozu                           |                                                                                  | Прага-Кбели                                            |                                |
| Военная пожарная часть аэродрома Кбели                                                        | Военная пожарная часть аэродрома Кбели                                                        | Vojenská hasičská jednotka letiště Kbely                                       |                                                                                  | Прага-Кбели                                            |                                |
| Рота боевого обеспечения активного резерва 22-й БВА                                           | Рота боевого обеспечения активного резерва 22-й БВА                                           | Rota bojového zabezpečení AZ 24.zDL                                            |                                                                                  | Прага-Кбели                                            |                                |
| 25-й «Тобрукский» Зенитный ракетный полк                                                      | 25-й «Тобрукский» Зенитный ракетный полк                                                      | 25-й «Тобрукский» Зенитный ракетный полк                                       | 25. protiletadlový raketový pluk „Tobrucký“                                      | Страконице                                             |                                |
| Командование и штаб                                                                           | Командование и штаб                                                                           | Velení a štáb                                                                  |                                                                                  | Страконице                                             |                                |
| 251-й Зенитный ракетный дивизион - 4 батареи ЗРК 2К12 Куб                                     | 251-й Зенитный ракетный дивизион - 4 батареи ЗРК 2К12 Куб                                     | 251. protiletadlový raketový oddíl                                             |                                                                                  | Страконице                                             |                                |
| 252-й Зенитный ракетный дивизион - 2 батареи ЗРК Стрела-10 - 2 батареи RBS 70                 | 252-й Зенитный ракетный дивизион - 2 батареи ЗРК Стрела-10 - 2 батареи RBS 70                 | 252. protiletadlový raketový oddíl                                             |                                                                                  | Страконице                                             |                                |
| 253-й Батальон материально-технической поддержки                                              | 253-й Батальон материально-технической поддержки                                              | 253. prapor podpory                                                            |                                                                                  | Страконице                                             |                                |
| Рота боевого обеспечения активного резерва 25-го ЗРП                                          | Рота боевого обеспечения активного резерва 25-го ЗРП                                          | Rota bojového zabezpečení AZ 25.plrp                                           |                                                                                  |                                                        |                                |
| 26-й Полк управления, предупреждения и наблюдения «Генерал армии Карел Янушек»                | 26-й Полк управления, предупреждения и наблюдения «Генерал армии Карел Янушек»                | 26-й Полк управления, предупреждения и наблюдения «Генерал армии Карел Янушек» | 26. pluk velení, řízení a průzkumu „Armádního generála Karla Janouška“           | Стара-Болеслав                                         |                                |
| Командование и штаб                                                                           | Командование и штаб                                                                           | Velení a štáb                                                                  |                                                                                  | Стара-Болеслав                                         |                                |
| 261-й Пункт управления и предупреждения                                                       | 261-й Пункт управления и предупреждения                                                       | 261. středisko řízení a uvědomování                                            |                                                                                  | Стара-Болеслав                                         |                                |
|                                                                                               | Центр управления операций                                                                     | Centrum řízení operací                                                         |                                                                                  | Стара-Болеслав                                         |                                |
| Центр поддержки предупреждения и наблюдения                                                   | Centrum podpory řízení a velení                                                               |                                                                                |                                                                                  | Стара-Болеслав                                         |                                |
| Центр боевого обеспечения                                                                     | Centrum zabezpečení bojové činnosti                                                           |                                                                                |                                                                                  | Стара-Болеслав                                         |                                |
| 262-й Радиотехнический батальон                                                               | 262-й Радиотехнический батальон                                                               | 262. radiotechnický prapor                                                     |                                                                                  | Стара-Болеслав                                         |                                |
|                                                                                               | 1-я Радиотехническая рота                                                                     | 1. radiotechnická rota Nepolisy                                                | РЛС Selex RAT-31 DL                                                              | Неполиси                                               |                                |
| 2-я Радиотехническая рота                                                                     | 2. radiotechnická rota Polička                                                                | РЛС П-37, ПРВ-17                                                               | Поличка                                                                          |                                                        |                                |
| 3-я Радиотехническая рота                                                                     | 3. radiotechnická rota Stará Ves nad Ondřejnicí                                               | РЛС П-37, ПРВ-17, СТ-68, TESLA Pardubice RL-4AS                                | Онджейници                                                                       |                                                        |                                |
| 4-я Радиотехническая рота                                                                     | 4. radiotechnická rota Sokolnice                                                              | РЛС Selex RAT-31 DL                                                            | Соколнице                                                                        |                                                        |                                |
| 5-я Радиотехническая рота                                                                     | 5. radiotechnická rota Třebotovice                                                            | РЛС П-37, ПРВ-17, СТ-68У (CZ)                                                  | Тжеботовице                                                                      |                                                        |                                |
| 6-я Радиотехническая рота                                                                     | 6. radiotechnická rota Kříženec                                                               | РЛС П-37, ПРВ-17, СТ-68У (CZ), TESLA Pardubice RL-4AS                          | Кшиженец                                                                         |                                                        |                                |
| 7-я Радиотехническая рота                                                                     | 7. radiotechnická rota Hrušovany                                                              | РЛС П-37, ПРВ-17                                                               | Хрушовани                                                                        |                                                        |                                |
| 263-й Батальон материально-технической поддержки                                              | 263-й Батальон материально-технической поддержки                                              | 263. prapor podpory                                                            |                                                                                  | Стара-Болеслав                                         |                                |
|                                                                                               | Рота боевого обеспечения                                                                      | rota bojového zabezpečení                                                      |                                                                                  | Стара-Болеслав                                         |                                |
| Рота обеспечения запасного КП Ветрушице                                                       | rota zabezpečení záložního místa velení Větrušice                                             |                                                                                |                                                                                  | Стара-Болеслав                                         |                                |
| Рота материально-технической поддержки                                                        | rota logistiky                                                                                |                                                                                |                                                                                  | Стара-Болеслав                                         |                                |
| Мастерская радионавигационных систем авиации                                                  | Мастерская радионавигационных систем авиации                                                  | Opravna leteckých radionavigačních systémů                                     |                                                                                  | Стара-Болеслав                                         |                                |
| Рота боевого обеспечения активного резерва 26-го ПУПН                                         | Рота боевого обеспечения активного резерва 26-го ПУПН                                         | Rota bojového zabezpečení AZ 26.pVŘPz                                          |                                                                                  | Стара-Болеслав                                         |                                |
| части боевого обеспечения (jednotky bojového zabezpečení)                                     |                                                                                               |                                                                                |                                                                                  |                                                        |                                |
|                                                                                               | Комендатура аэропорта Пардубице                                                               | Комендатура аэропорта Пардубице                                                | Комендатура аэропорта Пардубице                                                  | správa letiště Pardubice                               | Пардубице                      |
| Командование и штаб                                                                           | Командование и штаб                                                                           | Velitelství a štáb                                                             |                                                                                  | Пардубице                                              |                                |
| Aэродромная централа служб управления воздушного движения                                     | Aэродромная централа служб управления воздушного движения                                     | Letištní stanoviště letových provozních služeb (LS LPS)                        |                                                                                  | Пардубице                                              |                                |
| Техническое звено материально-технической поддержки и охраны                                  | Техническое звено материально-технической поддержки и охраны                                  | Technický roj logistické podpory a ochrany                                     |                                                                                  | Пардубице                                              |                                |
| Техническое звено радиотехнического обеспечения                                               | Техническое звено радиотехнического обеспечения                                               | Technický roj radiotechnického zabezpečení                                     |                                                                                  | Пардубице                                              |                                |
| Техническое звено аэродромного технического обеспечения                                       | Техническое звено аэродромного технического обеспечения                                       | Technický roj letištního technického zabezpečení                               |                                                                                  | Пардубице                                              |                                |
| Военная пожарная часть аэродрома Пардубице                                                    | Военная пожарная часть аэродрома Пардубице                                                    | Vojenská hasičská jednotka letiště Pardubice                                   |                                                                                  | Пардубице                                              |                                |
| Фотографская и аналитическая группа                                                           | Фотографская и аналитическая группа                                                           | Fotografická a vyhodnocovací skupina                                           |                                                                                  | Пардубице                                              |                                |
| Взвод охраны активного резерва КА Пардубице                                                   | Взвод охраны активного резерва КА Пардубице                                                   | Strážní četa AZ Správy letiště Pardubice                                       |                                                                                  | Пардубице                                              |                                |
| Государственное предприятие LOM Praha (АРЗ Малешице)                                          | Государственное предприятие LOM Praha (АРЗ Малешице)                                          | s. p. LOM Praha (Letecké opravny Malešice)                                     |                                                                                  | Прага (район Малешице)                                 |                                |
|                                                                                               | Центр лётной подготовки                                                                       | Centrum leteckého výcviku (CLV)                                                | L-39C/NG, L-410UVP, Ми-17, Ми-2, Enstrom 480B, Zlin Z-142C AF, Zlin Z-43, EV-97R | Пардубице                                              |                                |

## Техника и вооружение
| Изображение           | Тип                        | Производство    | Назначение                                   | Количество      | Примечания |
| Боевые самолёты       | Боевые самолёты            | Боевые самолёты | Боевые самолёты                              | Боевые самолёты | Боевые самолёты |
| --------------------- | -------------------------- | --------------- | -------------------------------------------- | --------------- | --- |
|                       | Saab JAS 39C Saab JAS 39D  | Швеция          | Многоцелевой истребитель Учебный истребитель | 12 2            | взяты в наём сроком на 10 лет                                                                                              |
|                       | L-159A ALCA                | Чехия           | Одноместный штурмовик                        | 16              | |
| Транспортные самолёты |                            |                 |                                              |                 | |
|                       | CASA C-295M CASA C-295MW   | Испания         | Военно-транспортный самолёт                  | 4 2             | В 2010 году поставлено 4 самолёта, однако из-за технических проблем, были приняты на вооружение лишь 15 октября 2013 года. |
|                       | LET L-410FG LET L-410UVP-E | Чехословакия    | Военно-транспортный самолёт                  | 4               | |
|                       | A319CJ                     | Франция         | VIP-самолёт                                  | 2               | Перевозит официальных лиц государства                                                                                      |
|                       | Ту-154                     | СССР            | Административный самолёт                     | 2               | |
| Учебные самолёты      |                            |                 |                                              |                 | |
|                       | L-159T1 L-159T2            | Чехословакия    | Учебно-боевой самолёт                        | 5 3             | |
| Вертолёты             |                            |                 |                                              |                 | |
|                       | AH-1Z Viper                | США             | Ударный вертолёт                             | 3               | |
|                       | Ми-35                      | СССР            | Транспортно-боевой вертолёт                  | 10              | |
|                       | Ми-17 Ми-171Ш              | СССР Россия     | Многоцелевой вертолёт                        | 5 15            | |
|                       | PZL W-3 Sokół              | Польша          | Многоцелевой вертолёт                        | 10              | |
|                       | UH-1Y Venom                | США             | Многоцелевой вертолёт                        | 1               | |

## Опознавательные знаки

Знак на левое крыло сверху и правое крыло снизу
Знак на левое крыло снизу и правое крыло сверху
Знак на фюзеляж и киль (с левого борта)
Знак на фюзеляж и киль (с правого борта)

### Эволюция опознавательных знаков
| Опознавательный знак | Знак на фюзеляж | Знак на киль | Когда использовался            | Порядок нанесения |
| -------------------- | --------------- | ------------ | ------------------------------ | ----------------- |
|                      | нет             |              | 1918 — 1920                    |                   |
|                      | нет             |              | 1920 — 1921                    |                   |
|                      |                 |              | с 1921 года по настоящее время |                   |

## Знаки различия

### Генералы и офицеры
| Категории               | Генералы        | Генералы          | Генералы          | Генералы         | Старшие офицеры | Старшие офицеры | Старшие офицеры | Младшие офицеры | Младшие офицеры   | Младшие офицеры | Младшие офицеры   |
| ----------------------- | --------------- | ----------------- | ----------------- | ---------------- | --------------- | --------------- | --------------- | --------------- | ----------------- | --------------- | ----------------- |
|                         |                 |                   |                   |                  |                 |                 |                 |                 |                   |                 |                   |
| Чешское звание          | Armádní generál | Generálporučík    | Generálmajor      | Brigádní generál | Plukovník       | Podplukovník    | Major           | Kapitán         | Nadporučík        | Poručík         | Podporučík        |
| Российское соответствие | Генерал армии   | Генерал-полковник | Генерал-лейтенант | Генерал-майор    | Полковник       | Подполковник    | Майор           | Капитан         | Старший лейтенант | Лейтенант       | Младший лейтенант |

### Сержанты и солдаты
| Категории               | Подофицеры       | Подофицеры        | Подофицеры | Подофицеры  | Сержанты и старшины | Сержанты и старшины | Сержанты и старшины | Сержанты и старшины | Солдаты   | Солдаты |
| ----------------------- | ---------------- | ----------------- | ---------- | ----------- | ------------------- | ------------------- | ------------------- | ------------------- | --------- | ------- |
|                         |                  |                   |            |             |                     |                     |                     |                     |           |         |
| Чешское звание          | Štábní praporčík | Nadpraporčík      | Praporčík  | Nadrotmistr | Rotmistr            | Rotný               | Četař               | Desátník            | Svobodník | Vojín   |
| Российское соответствие | нет              | Старший прапорщик | Прапорщик  | нет         | Старшина            | Старший сержант     | Сержант             | Младший сержант     | Ефрейтор  | Рядовой |